# Смирнов, Николай Александрович (ватерполист)
Никола́й Алекса́ндрович Смирно́в (27 февраля 1961, Львов, Украинская ССР, СССР) — советский ватерполист, бронзовый призёр Олимпийских игр. Заслуженный мастер спорта СССР (1982).

## Карьера
На Олимпийских играх 1988 года в составе сборной СССР выиграл бронзовую медаль. На турнире Смирнов провёл 7 матчей и забил 9 голов.
Двукратный чемпион Европы.